# بوغدان غاجدا
بوغدان غاجدا (بالبولندية: Bogdan Gajda)‏ (مواليد 26 أغسطس 1953) هو ملاكم بولندي، مثّل بلاده في الألعاب الأولمبية الصيفية في دورتي 1976 و1980.

## روابط خارجية
بوغدان غاجدا على موقع اللجنة الأولمبية الدولية (الإنجليزية)
- بوغدان غاجدا على موقع أوليمبيديا (الإنجليزية)
- بوغدان غاجدا على موقع اللجنة الأولمبية البولندية (مؤرشف) (البولندية)